# Marc Verrydt
Marc Verrydt (Balen, 25 juni 1962 - Geel, 2 februari 2019) was een Belgische atleet, die gespecialiseerd was in de lange afstand. Hij veroverde één Belgische titel.

## Biografie
Verrydt veroverde in 1995 de Belgische titel op de marathon. Hij was voordien ook actief als triatleet. Hij overleed begin 2019 na een ongeval met de mountainbike.
Hij was als atleet aangesloten bij Vabco Mol en als triatleet bij Triamo.

## Belgische kampioenschappen
| onderdeel | jaar |
| --------- | ---- |
| marathon  | 1995 |

## Persoonlijk record
| Onderdeel | Prestatie | Datum         | Plaats    |
| --------- | --------- | ------------- | --------- |
| marathon  | 2:19.43   | 23 april 1995 | Rotterdam |

## Palmares

### marathon
- 1995:  BK AC in Rotterdam - 2:19.43
- 1996:  marathon van Antwerpen - 2:20.31